# 瑙恩多夫
瑙恩多夫是德国图林根州的一个市镇。总面积2.38平方公里，总人口282人，其中男性141人，女性141人（2011年12月31日），人口密度118人/平方公里。